# Ulrik Balling
Ulrik Balling (født 11. juni 1975) er en dansk tidligere professionel fodboldspiller. Han er nu assistenttræner i Næstved BK.

## Karriere
Balling har tidligere spillet for Vejle Boldklub, hvor han debuterede den 11. juni 1999 i en kamp mod Brøndby IF. Han opnåede at score 68 mål i 186 kampe for Vejle. I sommeren 2008 stoppede han i Vejle og skrev en toårig kontrakt med Næstved. I 2010 skiftede Balling til FC Vestsjælland, hvor han fra 2011 også fungerede som assistenttræner.